# Daiva Ragažinskienė
Daiva Ragažinskienė, née sous le nom de Daiva Tušlaitė le 18 juin 1986 à Panevėžys, est une coureuse cycliste lituanienne. Elle est championne de Lituanie du contre-la-montre en 2008 et 2018, et sur route en 2015, 2016, 2017 et 2025.

## Biographie
En tant que junior, elle représente la Lituanie aux championnats internationaux. En 2004, elle remporte la médaille de bronze de la poursuite individuelle aux championnats d'Europe sur piste juniors. Après son passage chez les élites, elle devient membre de l'équipe féminine italienne S.C. Michela Fanini Rox en 2007, avec laquelle elle participe de plus en plus à des courses internationales. En 2008, elle remporte la seule victoire internationale de sa carrière avec une victoire d'étape au Tour de Pologne féminin. La même année, elle est championne de Lituanie du contre-la-montre devant Edita Pučinskaitė et Diana Žiliūtė. Elle est très déçue de ne pas être sélectionnée pour les Jeux olympiques de Pékin. Elle décide ensuite d'arrêter le cyclisme et de fonder une famille avec Marius Ragažinsko, qui est septuple champion national de moto-cross. Ensemble, ils ont une fille. 
Elle reprend le cyclisme en 2013 en étant entraînée par Valery Konovalov. Son premier entraîneur est Loreta Zopelienė, également sélectionneur national lituanien. L'année suivante, Edita Pučinskaitė la recrute dans son équipe : Inpa Sottoli Giusfredi.
En 2015, sur la quatrième étape du Trophée d'Or, la victoire se joue dans l'ascension finale à Villequiers. Daiva Tušlaitė passe au sommet en tête et lève les bras trop rapidement avant la ligne d'arrivée. Elle se fait doubler par Anisha Vekemans dans les derniers mètres. Au Tour de Toscane, elle obtient la quatrième place du classement général final. Elle est sélectionnée pour les championnats du monde sur route.
Au Trophée d'Or 2016, elle lutte avec Lex Albrecht pour l'obtention du maillot à pois. Lors de l'ultime étape, elle s'échappe avec Eri Yonamine et Claudia Lichtenberg. Elle accumule ainsi les points pour passer sur le fil sa concurrente. Elle remonte également à la troisième place du classement général. De 2015 à 2018, elle remporte le championnat de Lettonie sur route quatre fois de suite. En 2016, elle est sélectionnée pour les Jeux olympiques d'été de Rio de Janeiro, où elle termine 34e de la course sur route. En 2017, elle rejoint la formation Alé Cipollini, l'une des meilleures équipes du peloton. 
Après la saison 2018, Ragažinskienė met un terme à sa carrière cycliste internationale, mais participe encore occasionnellement à des courses de gravel et à des championnats nationaux. En 2023, elle est championne de Lituanie de cyclo-cross. En 2025, elle remporte de nouveau le titre de championne de Lituanie sur route.

## Palmarès sur route

### Palmarès par années
- 2004
  - 2e du championnat de Lituanie du contre-la-montre juniors
- 2005
  - 3e du championnat de Lituanie du contre-la-montre
  - 3e du Tour de l'Aude
- 2006
  - 2e du championnat de Lituanie du contre-la-montre
- 2007
  - 2e du championnat de Lituanie du contre-la-montre
  - 2e du Trophée des Stars
- 2008
  -  Championne de Lituanie du contre-la-montre
  - 1re étape du Tour de Pologne
- 2014
  - 2e du championnat de Lituanie du contre-la-montre
- 2015
  -  Championne de Lituanie sur route
  - 3e du championnat de Lituanie du contre-la-montre
- 2016
  -  Championne de Lituanie sur route
  - 2e du championnat de Lituanie du contre-la-montre
  - 3e du Trophée d'Or
- 2017
  -  Championne de Lituanie sur route
- 2018
  -  Championne de Lituanie du contre-la-montre
  - 3e du championnat de Lituanie sur route
- 2025
  -  Championne de Lituanie sur route

### Classements mondiaux
| Année                                 | 2005 | 2006 | 2007 | 2008 | 2009 | 2010 | 2011 | 2012 | 2013 | 2014 | 2015 | 2016 | 2017 | 2018 | 2019 | 2020 | 2021 | 2022 | 2023 | 2024 |
| ------------------------------------- | ---- | ---- | ---- | ---- | ---- | ---- | ---- | ---- | ---- | ---- | ---- | ---- | ---- | ---- | ---- | ---- | ---- | ---- | ---- | ---- |
| Classement UCI                        | 110e | 121e | 69e  | 125e | nc   | nc   | nc   | nc   | nc   | 314e | 128e | 100e | 246e | 250e | nc   | nc   | nc   | nc   | 521e | 531e |
| Coupe du monde                        | nc   | nc   | nc   | 21e  | nc   | nc   | nc   | nc   | nc   | nc   | nc   |      |      |      |      |      |      |      |      |      |
| UCI World Tour                        |      |      |      |      |      |      |      |      |      |      |      | nc   | nc   | 236e | nc   | nc   | nc   | nc   | nc   | nc   |
|                                       |      |      |      |      |      |      |      |      |      |      |      |      |      |      |      |      |      |      |      |      |
| Légende : nc = non classéSource : UCI |      |      |      |      |      |      |      |      |      |      |      |      |      |      |      |      |      |      |      |      |

## Palmarès sur piste

### Championnats d'Europe
- Valence 2004
  -  Médaillée de bronze de la poursuite juniors

### Autres épreuves
- 2015
  - 2e de la course aux points à Panevezys
  - 3e de la poursuite à Panevezys

## Palmarès en cyclo-cross
- 2022-2023
  -  Championne de Lituanie de cyclo-cross
- 2023-2024
  -  Championne de Lituanie de cyclo-cross